# جمال طه
جمال طه  (به عربي: جمال طه) (انگلیسی: Jamal Taha؛ زادهٔ ۲۳ نوامبر ۱۹۶۶) بازیکن فوتبال اهل لبنان است.
از باشگاه‌هایی که در آن بازی کرده‌است می‌توان به باشگاه فوتبال الانصار لبنان و باشگاه فوتبال الانصار لبنان اشاره کرد.
وی همچنین در تیم ملی فوتبال لبنان بازی کرده‌است.